# L'Aigle et le Hibou
L'Aigle et le Hibou est la dix-huitième fable du livre V de La Fontaine situé dans le premier recueil des Fables de La Fontaine, édité pour la première fois en 1668. 

## Texte
L'Aigle et le Chat-huant leurs querelles cessèrent, 

Et firent tant qu'ils s'embrassèrent. 

L'un jura foi de Roi, l'autre foi de Hibou, 

Qu'ils ne se goberaient leurs petits peu ni prou. 

Connaissez-vous les miens ? dit l'Oiseau de Minerve. 

- Non, dit l'Aigle.- Tant pis, reprit le triste Oiseau. 

Je crains en ce cas pour leur peau : 

C'est hasard si je les conserve. 

Comme vous êtes Roi, vous ne considérez 

Qui ni quoi : Rois et Dieux mettent, quoi qu'on leur die, 

Tout en même catégorie. 

Adieu mes nourrissons si vous les rencontrez. 

- Peignez-les-moi, dit l'Aigle, ou bien me les montrez. 

Je n'y toucherai de ma vie. 

Le Hibou repartit : Mes petits sont mignons, 

Beaux, bien faits, et jolis sur tous leurs compagnons. 

Vous les reconnaîtrez sans peine à cette marque. 

N'allez pas l'oublier ; retenez-la si bien 

Que chez moi la maudite Parque 

N'entre point par votre moyen. 

Il advint qu'au Hibou Dieu donna géniture, 

De façon qu'un beau soir qu'il était en pâture, 

Notre Aigle aperçut d'aventure, 

Dans les coins d'une roche dure, 

Ou dans les trous d'une masure 

(Je ne sais pas lequel des deux), 

De petits monstres fort hideux, 

Rechignés, un air triste, une voix de Mégère. 

Ces enfants ne sont pas, dit l'Aigle, à notre ami. 

Croquons-les. Le galant n'en fit pas à demi. 

Ses repas ne sont point repas à la légère. 

Le Hibou, de retour, ne trouve que les pieds 

De ses chers nourrissons, hélas ! Pour toute chose. 

Il se plaint, et les Dieux sont par lui suppliés 

De punir le brigand qui de son deuil est cause. 

Quelqu'un lui dit alors : N'en accuse que toi 

Ou plutôt la commune loi 

Qui veut qu'on trouve son semblable 

Beau, bien fait, et sur tous aimable. 

Tu fis de tes enfants à l'Aigle ce portrait ; 

En avaient-ils le moindre trait ?

Intégralité Fables de Jean de La Fontaine
— Jean de La Fontaine, Fables de La Fontaine, L'Aigle et le Hibou